# ジョン・ドルマヤン
ジョン・ドルマヤン（John Dolmayan,1973年7月15日 - ）は、レバノン出身でアルメニア系アメリカ人のドラマー。システム・オブ・ア・ダウンのメンバー。スカーズ・オン・ブロードウェイの元メンバー。
「ローリング・ストーン誌の選ぶ歴史上最も偉大な100人のドラマー」(2010年版)において91位。

## 来歴
ドルマヤンはベイルート出身。両親はレバノン系アメリカ人で、父親はサックスプレイヤー。レバノン内戦中にトロントに移住。その後カリフォルニアに引っ越す。ドラムは2歳の頃から始めた。
ザ・フーのキース・ムーン、レッド・ツェッペリンのジョン・ボーナムなどの影響を受けている。

## 使用機材

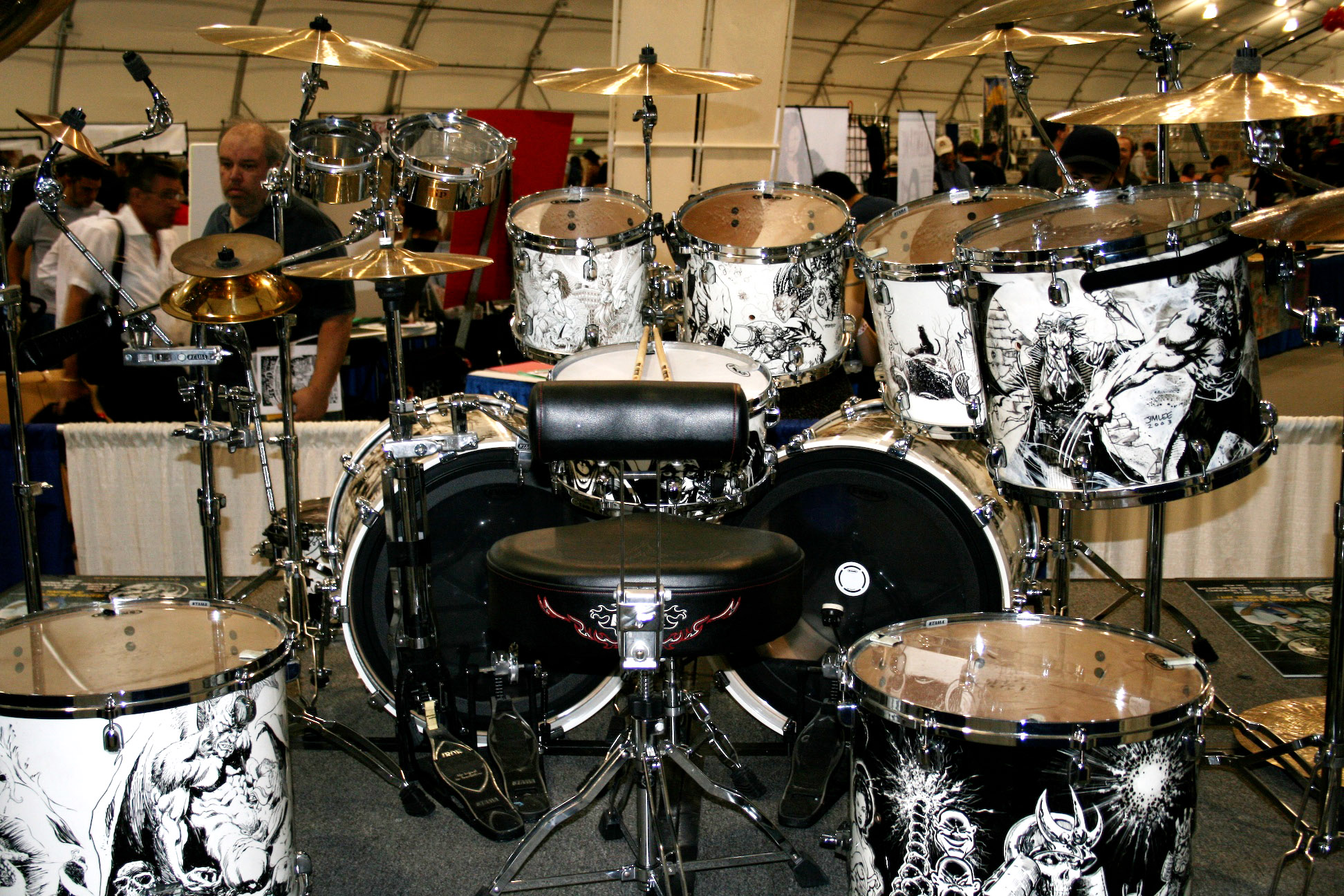
Dolmayan drumset

TAMA のドラムを使用。 シンバルはパイステ、ドラムヘッドはエヴァンズを使用。:
- Drums – Tama Starclassic Bubinga[3]
  - 10"×8" Tom
  - 12"×9" Tom
  - 13"x10" Tom
  - 16"×14" Tom
  - 18"×16" Floor Tom
  - 22"×18" Bass Drum
  - 14"×6" John Dolmayan Signature Snare

- Cymbals – Paiste[4]
  - 14" RUDE Hi-Hat
  - 18" Signature Full Crash
  - 20" Signature Full Crash
  - 24" 2002 Crash
  - 24" RUDE Mega Power Ride
  - 10" Signature Splash
  - 22" Traditionals Medium Light Swish

- Sticks – Vic Firth[5]
  - John Dolmayan Signature 16" length, .585" diameter